# Friedrich Lindig
Friedrich Lindig (* 5. September 1892 in Glauchau; † 1968 ebenda) war ein deutscher Maler

## Leben und Werk
Lindig war der Sohn eines Glauchauer Webers. Er absolvierte in Glauchau die Volksschule, machte eine Lehre als Dekorationsmaler, erwarb den Meistertitel und arbeitete mehrere Jahre in Glauchau als Malermeister. Er nahm als Soldat am Ersten Weltkrieg teil und besuchte später die Staatliche Akademie für Kunstgewerbe Dresden und die vormalige Kunstgewerbeschule Weimar. Danach arbeitet er als freischaffender Künstler in Glauchau. In der Zeit des Nationalsozialismus war er obligatorisch Mitglied der Reichskammer der bildenden Künste. Nach dem Beginn des Zweiten Weltkriegs wurde er zur Wehrmacht eingezogen und nahm er am Krieg teil. Nach der Entlassung aus der Kriegsgefangenschaft arbeitete er wieder als freischaffender Künstler in Glauchau.

## Werke (Auswahl)
- o. T. / Stillleben mit Schuhen und Gefäßen (Aquarell, 49 × 64 cm)[2]
- Pilzsucherin im Wald (1949, Öl, ca. 69,5 × 67 cm)[3]

## Ausstellungen (unvollständig)

### Einzelausstellungen
- 1946: Glauchau, Stadt- und Heimatmuseum („Herbstausstellung 1946“; mit Martin Ritter)[4]
- 1952: Glauchau, Städtisches Museum im Schloss Hinterglauchau (Aquarelle und Ölgemälde)

### Gruppenausstellungen
- 1934: Dresden, Brühlsche Terrasse („Sächsische Aquarell-Ausstellung“)
- 1943: Dresden, Brühlsche Terrasse („Kunstausstellung Gau Sachsen“)
- 1945: Glauchau, Stadt- und Heimatmuseum („Kunstausstellung der Glauchauer Künstler“)[5]
- 1948: Freiberg, Stadt- und Bergbaumuseum („3. Ausstellung Erzgebirgischer Künstler“)[6]